# مارتين رودلر
مارتين رودلر (بالألمانية: Martin Rodler)‏ (24 فبراير 1989 بالنمسا - ) هو لاعب كرة قدم نمساوي في مركز الدفاع. لعب مع نادي ماترسبرغ ونادي هارتبيرغ.

## وصلات خارجية
- مارتين رودلر على موقع قاعدة بيانات كرة القدم.إي يو (الإنجليزية)
- مارتين رودلر على موقع عالم كرة القدم.نت (الإنجليزية)